# Akvarij (drama)
Akvarij (COBISS) je drama Evalda Flisarja, izšla je leta 2005 v Sodobnosti.

## Vsebina
Konrad, upokojeni direktor si želi v stanovanju, v katerega se je zaprl, v miru ogledati posnetek Casablance. A to kljub izklopljenemu telefonu in pokvarjenemu zvoncu ni mogoče, saj v njegovo življenje vstopajo različne osebe, ki mu ne dajo miru. Tako ga obiščejo ženin nečak Damjan, mlajši brat Miklavž, sestra Katarina, lepa neznanka Matilda, sošolec Vuk, na koncu pa se s seminarja domov vrne tudi njegova žena Lučka.